# Il trionfo del diritto (film 1912)
Il trionfo del diritto (The Triumph of Right) è un cortometraggio muto del 1912 diretto da Rollin S. Sturgeon e interpretato da George Stanley. Tra gli altri interpreti, l'undicenne Mildred Harris al suo secondo film.

## Produzione
Il film fu prodotto dalla Vitagraph Company of America.

## Distribuzione
Il film - un cortometraggio in una bobina - uscì nelle sale cinematografiche statunitensi il 27 maggio 1912, distribuito dalla General Film Company. In Italia, con il visto di censura numero 6278, venne distribuito dalla Gaumont nel 1915.